# Сенде, Андор
Андор Сенде (венг. Andor Szende) — фигурист из Венгрии,  бронзовый призёр чемпионатов мира (1910, 1912, 1913 годов), серебряный призёр чемпионата Европы 1913 года, четырёхкратный чемпион  Венгрии (1911, 1912, 1914 и 1922 годов) в мужском одиночном катании.

## Спортивные достижения

### Мужчины
| Соревнования/Сезоны | 1910 | 1911 | 1912 | 1913 | 1914 | 1922 |
| ------------------- | ---- | ---- | ---- | ---- | ---- | ---- |
| Чемпионаты мира     | 3    | 4    | 3    | 3    | 5    |      |
| Чемпионаты Европы   |      | 5    |      | 2    |      |      |
| Чемпионаты Венгрии  |      | 1    | 1    |      | 1    | 1    |